# Koszykówka na Letniej Uniwersjadzie 2003
Koszykówka na Letniej Uniwersjadzie 2003 – zawody koszykarskie rozgrywane podczas Letniej Uniwersjady 2003 w Daegu. W programie znalazły się dwie konkurencje – turniej kobiet i mężczyzn.
Złoty medal w turnieju kobiet zdobyła reprezentacja Chin, srebrny Włoch, a brązowy Rosji. W turnieju mężczyzn najlepsza okazała się, Serbia i Czarnogóra, która wyprzedziła Rosję. Trzecią pozycję zajęła Kanada.

## Klasyfikacje medalowe

### Wyniki konkurencji
| Konkurencja:     | 1. miejsce          | 2. miejsce | 3. miejsce |
| Turniej kobiet   | Chiny               | Włochy     | Rosja      |
| Turniej mężczyzn | Serbia i Czarnogóra | Rosja      | Kanada     |

### Klasyfikacja medalowa państw
| Lp. | Państwo             |   |   |   | Ogółem |
| --- | ------------------- | - | - | - | ------ |
| 1.  | Chiny               | 1 | 0 | 0 | 1      |
| 1.  | Serbia i Czarnogóra | 1 | 0 | 0 | 1      |
| 3.  | Rosja               | 0 | 1 | 1 | 2      |
| 4.  | Włochy              | 0 | 1 | 0 | 1      |
| 5.  | Kanada              | 0 | 0 | 1 | 1      |